# ديفارا: الجزء الأول
ديفارا : الجزء الأول هو فيلم هندي درامي أكشن باللغة التيلوجو صدر في عام 2024،  كتبه وأخرجه كورتالا سيفا، ومن إنتاج يوفسودها آرتس وإن تي آر آرتس. شارك في بطولة الفيلم إن تي راما راو جونيور في دورين مزدوجين، إلى جانب سيف علي خان، وجانفي كابور، وبراكاش راج، وسريكانث، وشين توم تشاكو. ويمثل الفيلم الظهور الأول للسينما التيلجو للثنائي خان وكابور. تدور أحداث الفيلم حول ديفارا (راما راو)، زعيم قرية ساحلية متورط في عداوة دموية مع نظيره بهايرا (خان) بسبب التهريب. تبدأ الصراع كإنتقام شخصي، لكن سرعان ما يتصاعد إلى لعبة قوى أكبر تهدد بتعطيل المنطقة بأكملها.
تم الإعلان رسميًا عن الفيلم في أبريل 2021 تحت العنوان المؤقت NTR30، حيث يُعتبر الفيلم الثلاثين لراما راو كأحد الممثلين الرئيسيين. تم الإعلان عن العنوان الرسمي في مايو 2023. في أواخر عام (2023) تم تقسيم الفيلم إلى جزئين. بدأ التصوير الرئيسي لهذا الجزء في أبريل 2023 وانتهى في أغسطس 2024. كان موقع تصوير الفيلم في حيدر أباد، وشامش آباد، وفيساخاباتنام، وغوا، وتايلاند. تولى تأليف الموسيقى أنايرود، بينما كان المصور السينمائي آر. راثنافيلو، والمونتاج أ. سريكار براساد.
صدر الفيلم عالميًا في 27 سبتمبر 2024 بتنسيقات متعددة تشمل النسخة القياسية، وآيماكس، 4DX، ScreenX، D-Box، MX4D وICE، وحظي بمراجعات مختلطة من النقاد والجمهور.

## الحبكة
- إن. تي. راما راو جونيور في دور مزدوج في دور
  - ديفارا
  - فارادها "فارا"، ابن ديفارا
- سيف علي خان في دور بهايرافا "بهايرا" [9] (صوت مدبلج لبي رافي شانكار)
- جانفي كابور في دور ثانجام (صوت مدبلج بواسطة آر جي سويثا)، حب فارا[10]
- شروتي ماراثي كزوجة ديفارا ووالدة فارا[11]
- زارينا وهاب كأم ديفارا وجدّة فارا
- تالوري راميسواري في دور جوجولا
- براكاش راج في دور سينجابا
- سريكانث في دور رايابا، والد ثانجام
- شابن توم شاكو في دور كورا[12]
- ناراين في دور ايرفان، ضابط حرس السواحل
- كالاياراسان في دور كونجارا، شقيق كورا
- مورالي شارما في دور موروجا، سياسي
- أجاي في دور رئيس قوة المهام شيفام
- سوديف ناير في دور سامارا، ابن كونجارا
- مانسي فيرما في دور يوما، ابنة ديفارا وأخت فارا
- تاراك بونابا في دور باسورا، ابن بهايرا
- شيترا راي في دور زوجة بهايرا
- شانور سانا في دور زوجة كونجارا
- أبهيمانيو سينج  [لغات أخرى]‏ في دوردي إس بي تولاسي
- غيت أب سرينو في دور ميثا سرينو، صديق فارا
- هاري تيجا في دور صديقة ثانجام
- هيماجا في دور فالي، صديقة ثانجام وحبيبة سرينو
- روهان كانوما ريدي في دور صديق فارا
- نيحال كوداتي كعضو في عصابة بهايرا
- نارشيراج ناراسيمها كعضو في عصابة بهايرا
- برينسي جورج في دور بادما، الأخت العمياء لرايابا
- سوناكشي فيرما في دور امرأة ليل
- لاثا فيسواناث ريدي في دور تشاندراكالا، عشيقة باسورا